# Dipodium
Dipodium es un género con 25 especies de orquídeas de hábitos terrestres. Es nativo de las regiones tropicales y subtropicales de China, Malasia, Nueva Guinea, las islas del Pacífico y Australia. Es el único género de la alianza  Dipodium.

## Descripción
Estas orquídeas de hábito terrestre pueden estar sin hojas con un tallo corto con brácteas reducidas o como una enredadera. Tienen crecimiento monopodial de hábito similar a Vanda pero este género forma parte de la subtribu Cyrtopodiinae. 

## Especies
| - Dipodium atropurpureum - Dipodium campanulatum - Dipodium carinatum - Dipodium conduplicatum - Dipodium elatum - Dipodium elegans - Dipodium elegantulum - Dipodium ensifolium - Dipodium fevrellii - Dipodium freycinetioides - Dipodium gracile - Dipodium hamiltonianum - Dipodium heimianum | - Dipodium paludosum - Dipodium pandanum - Dipodium pardalinum - Dipodium pictum - Dipodium pulchellum - Dipodium punctatum - Dipodium purpureum - Dipodium roseum - Dipodium squamatum - Dipodium stenocheilum - Dipodium variegatum - Dipodium viridescens |